# دیوید موریس لی
دیوید موریس لی (به انگلیسی: David Morris Lee) (متولد ۲۰ ژانویه ۱۹۳۱) فیزیک‌دانی آمریکایی است که در سال ۱۹۹۶ جایزه نوبل فیزیک را به طور مشترک با رابرت سی ریچاردسون و داگلاس دین اشرفت برای کشف ابرشاره بودن هلیوم-۳، دریافت کرد.